# Demange-aux-Eaux
Pour les articles homonymes, voir Demange.
Demange-aux-Eaux est une ancienne commune française et une commune déléguée de Demange-Baudignécourt située dans le département de la Meuse, en région Grand Est.
La commune, à la suite d'une décision du conseil municipal et par arrêté préfectoral du 19 décembre 2018, devient le chef-lieu et une commune déléguée de la nouvelle commune de Demange-Baudignécourt, depuis le 1er janvier 2019.

## Géographie
Demange-aux-Eaux est un village du département de la Meuse situé sur le CD 966 reliant Bar-le-Duc (Meuse) à Neufchâteau (Vosges).
Le canal de la Marne au Rhin (visible sur la photo) et la petite rivière de l'Ornain contournent le village.

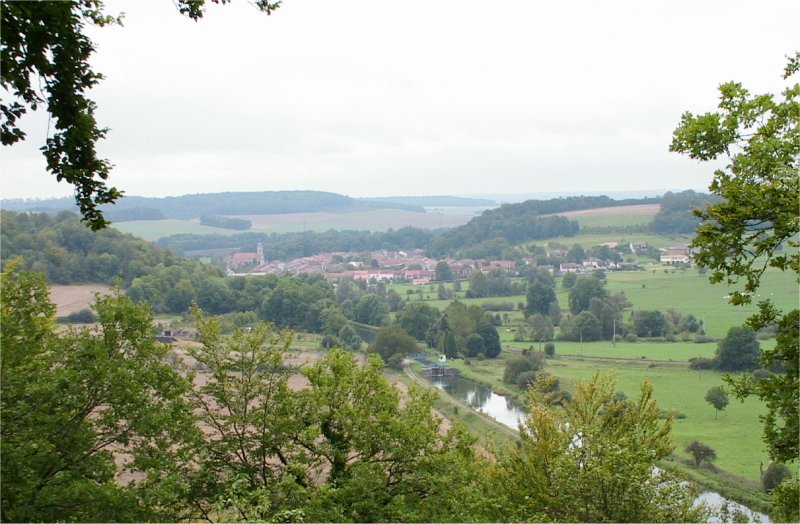
Vue depuis la route de Reffroy.

La commune se compose de 28,83 hectares de territoires artificialisés (0,92 %), 2 075,17 hectares de territoires agricoles (66,45 %) et 1 019,36 hectares de forêts et milieux semi-naturels (32,64 %).
Espaces naturels :
- Un espace protégé Natura 2000 :

Bois de Demange, Saint-Joire.
- Une zone naturelle d'intérêt écologique, faunistique et floristique (Znieff) :

Gîtes à chiroptères de Reffroy.
- Site bioarchéologique :

Voie des Potiers.

## Histoire
L’existence du village remonte à l’époque gallo-romaine voire gauloise. Depuis le Moyen-Âge, Demange-aux-Eaux fait partie du Barrois. 
Au cours des siècles, les terres ont appartenu aux Ducs de Bar et aux  Comtes de Stainville jusqu’à la Révolution.

## Politique et administration

### Liste des maires
| Période                                  | Période       | Identité          | Étiquette | Qualité        |
| ---------------------------------------- | ------------- | ----------------- | --------- | -------------- |
| Les données manquantes sont à compléter. |               |                   |           |                |
| mars 1971                                | décembre 2018 | Jean-Claude André |           | Ancien employé |

### Budget et fiscalité 2018
En 2018, le budget de la commune Demange-aux-Eaux était constitué ainsi :
- total des produits de fonctionnement : 217 000 €, soit 410 € par habitant ;
- total des charges de fonctionnement : 208 000 €, soit 395 € par habitant ;
- total des ressources d'investissement : 359 000 €, soit 679 € par habitant ;
- total des emplois d'investissement : 134 000 €, soit 253 € par habitant ;
- endettement : 1 000 €, soit 2 € par habitant.

Avec les taux de fiscalité suivants :
- taxe d'habitation : 7,56 % ;
- taxe foncière sur les propriétés bâties : 5,72 % ;
- taxe foncière sur les propriétés non bâties : 11,84 % ;
- taxe additionnelle à la taxe foncière sur les propriétés non bâties : 0,00 % ;
- cotisation foncière des entreprises : 0,00 %.

### Liste des maires délégués
| Période                                  | Période                        | Identité          | Étiquette | Qualité |
| ---------------------------------------- | ------------------------------ | ----------------- | --------- | ------- |
| janvier 2019                             | En cours (au 1er janvier 2019) | Jean-Claude André |           |         |
| Les données manquantes sont à compléter. |                                |                   |           |         |

### Budget et fiscalité 2023 de la Commune de Demange-Baudignécourt
En 2018, le budget de la commune était constitué ainsi :
- total des produits de fonctionnement : 647 000 €, soit 1 236 € par habitant ;
- total des charges de fonctionnement : 403 000 €, soit 770 € par habitant ;
- total des ressources d'investissement : 623 000 €, soit 1 189 € par habitant ;
- total des emplois d'investissement : 865 000 €, soit 1 650 € par habitant ;
- endettement : 1 000 €, soit 2 € par habitant.

Avec les taux de fiscalité suivants :
- taxe d'habitation : 7,56 % ;
- taxe foncière sur les propriétés bâties : 27,40 % ;
- taxe foncière sur les propriétés non bâties : 10,32 % ;
- taxe additionnelle à la taxe foncière sur les propriétés non bâties : 0,00 % ;
- cotisation foncière des entreprises : 0,00 %.

Chiffres clés Revenus et pauvreté des ménages en 2021. Commune de Demange-Baudignécourt : médiane en 2021 du revenu disponible, par unité de consommation : 22 320 €.

## Population et société

### Démographie

#### Évolution démographique
L'évolution du nombre d'habitants est connue à travers les recensements de la population effectués dans la commune depuis 1793. Pour les communes de moins de 10 000 habitants, une enquête de recensement portant sur toute la population est réalisée tous les cinq ans, les populations de référence des années intermédiaires étant quant à elles estimées par interpolation ou extrapolation. Pour la commune, le premier recensement exhaustif entrant dans le cadre du nouveau dispositif a été réalisé en 2004.

En 2016, la commune comptait 505 habitants, en évolution de −7,34 % par rapport à 2010 (Meuse : −4,4 %, France hors Mayotte : +2,11 %).
| 1793 | 1800 | 1806 | 1821 | 1831 | 1836 | 1841 | 1846  | 1851  |
| ---- | ---- | ---- | ---- | ---- | ---- | ---- | ----- | ----- |
| 625  | 679  | 705  | 768  | 772  | 857  | 890  | 1 053 | 1 015 |

| 1856 | 1861 | 1866 | 1872 | 1876 | 1881 | 1886  | 1891 | 1896 |
| ---- | ---- | ---- | ---- | ---- | ---- | ----- | ---- | ---- |
| 945  | 904  | 889  | 832  | 809  | 876  | 1 000 | 847  | 787  |

| 1901 | 1906 | 1911  | 1921 | 1926 | 1931 | 1936 | 1946 | 1954 |
| ---- | ---- | ----- | ---- | ---- | ---- | ---- | ---- | ---- |
| 670  | 743  | 1 045 | 945  | 703  | 681  | 568  | 562  | 647  |

| 1962 | 1968 | 1975 | 1982 | 1990 | 1999 | 2004 | 2006 | 2009 |
| ---- | ---- | ---- | ---- | ---- | ---- | ---- | ---- | ---- |
| 624  | 605  | 536  | 502  | 537  | 543  | 555  | 558  | 546  |

| 2014 | 2016 | - | - | - | - | - | - | - |
| ---- | ---- | - | - | - | - | - | - | - |
| 508  | 505  | - | - | - | - | - | - | - |

## Économie
À la suite de l'adoption en 2006 par le parlement d'une loi sur les déchets nucléaires, l'ANDRA étudie, sur une zone de 28 km2 dont la commune fait partie, la faisabilité d’un site de stockage qui pourrait être créé dans une zone de 200 km2 autour de Bure.

## Culture locale et patrimoine

### Lieux et monuments
- Hôtel de ville dû à l'architecte Joseph-Théodore Oudet.
- Église paroissiale Saint-Rémy[16],[17].

Patrimoine mobilier de l'église paroissiale Saint-Rémy :
* Autel, gradin, tabernacle, exposition, baldaquin (maître-autel, autel tombeau).
* 2 autels, 2 gradins d'autel, 2 tabernacles, 2 retables (autels secondaires de la Vierge et de saint Nicolas).
* Autel, gradin d'autel, retable (autel de l’Éducation de la Vierge).
* Statues,,,,,,,,,,.
* Tableaux,,,.
* Chandeliers,.
* Verrières,,,,,,,,,.
* Chaire à prêcher.
* Chemin de croix.
* Confessionnal (confessionnal à plafonds).
* Stalles,.
* Tabernacle.
* Lambris de demi-revêtement.
* Vases,.
* 2 consoles.
* Lutrin (aigle-lutrin).
* Lustres,,.
* Calice, patène.
* Ciboire.
* Ostensoir-soleil.
* Thabor,.
* Cloches,,.
- Patrimoine rural recensé par le service régional de l'inventaire général du patrimoine culturel : Maisons et fermes[70]
- Monument aux morts[71].

### Personnalités liées à la commune
- Georges Sand (1904-1944), résistant français, y est né[72].

### Héraldique
| Blason de Demange-aux-Eaux | Blason  | D'or : au chevron ondé haussé d'azur chargé de trois roses d'argent au bouton étoilé d'or, accompagné, en chef, de deux tournelles de gueules et, en pointe, d'une mitre du même chargée d'une flamme d'argent,. |
| Blason de Demange-aux-Eaux | Détails | Création de R.A. Louis avec les conseils de la Commission Héraldique de l'UCGL. Adopté par la commune en octobre 2012.                                                                                           |